# Grimoaldo di Bomarzo
Grimoaldo di Bomarzo, noto anche come Grimoaldus Polymartiensis in latino (IX secolo – IX secolo), è stato un vescovo italiano.

## Biografia
Nelle fonti latine viene citato come Grimoaldus Polymartiensis, il che fa arguire che fosse nativo di Polymartium (oggi Bomarzo). Succeduto probabilmente a Giorgio, venne nominato vescovo di Bomarzo attorno alla metà del IX secolo.
Nell'866 venne inviato da papa Niccolò I in Bulgaria con l'obbiettivo di istruire sulle credenze della Chiesa cattolica la popolazione locale, da poco convertita al cristianesimo. I suoi successi e la fedeltà al pontefice romano causarono l'ostilità del patriarca di Costantinopoli Fozio. Sotto le pressioni di costui, l'imperatore bizantino intimò al re bulgaro Boris I di emettere una dichiarazione di fede con la quale assicurasse la sua fedeltà alla Chiesa di Costantinopoli. Il vescovo bomarzese si consultò sull'argomento con Nicolò I ed il di lui successore, Adriano II, i quali esortarono sia lui che il re bulgaro a non cedere alle minaccia da Costantinopoli.
Grimoaldo si trattenne in Bulgaria per diverso tempo, come è testimoniato dal concilio costantinopolitano dell'869-870. Tuttavia, per ragioni non chiare, dopo qualche anno fece ritorno a Roma senza l'autorizzazione del papa. Come giustificazione asserì che era stato espulso dai bizantini, ma il fatto che fosse tornato carico di ricchezze non depose a suo favore. Dopo questo evento, il vescovo polimarziense sparisce dalle cronache.